# 胡安·普约尔·加西亚
胡安·普约尔·加西亚，（1912年2月14日—1988年10月10日），第二次世界大战期间的双重间谍，为交战双方的英国和纳粹德国服务：在英国方面，他的代号为嘉宝，而在纳粹德国方面，他的代号为阿拉贝尔（Arabel）。在整个二战过程中，普约尔是极少数在交战双方国家都獲得勳章的人士，甚至可能是唯一的一位，他既从英国方面获得了大英帝国勋章，也从纳粹德国方面获得了铁十字勋章。
1936年西班牙內戰爆發，普约尔对内战各方逐渐产生了厌恶情绪，因此，在二战开始后，他立志成为同盟国的间谍。普约尔和他的妻子先后试图加入英国和美国的情报机构，但均被拒绝。对此不甘心的他给自己伪造了一个身份，将其塑造成一个狂热拥护纳粹的西班牙政府官员，并且成功成为了一名纳粹德国的间谍。他接到指令前往英国招募更多间谍特工，然而事实上他去了里斯本，并且在那里根据搜集到公开情报伪造多份虚假报告提交给德国情报机构。事实上，这些所谓的公开情报仅仅是一些英国旅游指南、火车时刻表、电影院放映表以及杂志广告等等。尽管这些情报都经不起深入的推敲，然而在德国情报机构眼里，普约尔很快成为了一名可以信赖的间谍。于是，他开始进一步创造一些虚构的间谍下线，从而可以在一些情报被证明是错误的时候将责任推卸给这些虚构的角色。
当德军投入巨大的资源来四处搜寻一支子虚乌有的护航舰队以后，盟军终于意识到普约尔的重要性，并吸收他进入盟军情报机构。普约尔一家搬到了英国，他的代号为嘉宝。他和他的上司托马斯（汤米）·哈里斯从此致力于进一步扩大、打造他的虚拟间谍网，其联系方式在初期为邮件形式，后来则以无线电为主。最终，德国情报机构以为他们在支持一个多达27人的间谍网络。
在二战的末期，普约尔对坚忍行动的执行起了核心作用，该行动在诺曼底登陆的时间和地点上成功误导了德军。普约尔提供的假情报让德国情报机构相信盟军的主攻会发生在加莱，从而在诺曼底登陆两个月以后仍然成功地让德军的两个装甲师和19个步兵师坚守在加莱而延误了战机。

## 早期生活
普约尔在1912年2月14日（一说为1912年2月28日）出生于西班牙加泰罗尼亚省的巴塞罗那，父亲胡安·普约尔是加泰罗尼亚一个染料厂的厂主，母亲梅赛德斯·吉哈罗·加西亚则是安达卢西亚自治区格拉纳达省的莫特里尔人。普约尔在家里四个孩子中排行第三，在7岁的时候被送往由圣母小昆仲会运营的马力特斯·瓦尔德米亚学校接受教育，该校位于距离巴塞罗那20英里的马塔罗，他在那里度过了四年时光。由于该校的学生仅在星期日有访客的情况下才被允许走出校门，因此他的父亲每周都去学校探望他。
他的母亲来自一个非常严格的天主教家庭，家里每天都举行圣餐仪式，但是他父亲的信仰则更为世俗化，并且具有较为开明的政治理念。在13岁时，普约尔转学到了巴塞罗那的一所学校，该校由他父亲的牌友莫森·何塞普（Mossen Josep）神父管理，普约尔在这里又待了三年。在一次和老师的争执之后，他决定不再待在学校，并去一家五金店当起了学徒工。
普约尔在西班牙内战之前和之后尝试了多种机会，比如在滨海阿雷尼斯的皇家家禽饲养学校学习畜牧业，还经营过多种业务，包括一家电影院等的管理经营工作。
1931年西班牙第二共和国成立后几个月，他的父亲去世了，那时的普约尔即将完成他在家禽饲养方面的学业。普约尔的父亲给家里留下了较为富足的生活环境，直到他的染料厂在西班牙内战初期被工人接管之时生活才起了变化。

## 西班牙内战期间
1931年，普约尔在第七轻型火炮团的骑兵部队服義務役六个月。他意识到自己并不适合军旅生涯，他討厭骑马，而且声称自己缺乏“忠诚、慷慨和荣誉感等必备的质素”。
1936年西班牙内战开始的时候，普约尔在巴塞罗那的北部经营一个家禽养殖场。他姐姐（或妹妹）艾莲娜的未婚夫被共和军抓走后不久，艾莲娜和他的母亲也被以反革命的罪名逮捕。最后他们在商会的一个亲戚成功地将他们营救出来。
他被西班牙第二共和国征召入伍，但他因为家人所受的遭遇而拒绝执行。他躲在女朋友的家里，但是在警方的一次突袭抓捕行动中被捕入狱，一周以后他被反抗组织「白色浮雕」（Socorro Blanco）营救出狱，在该组织的庇护下继续隐居，直到该组织成功为他伪造了一个身份文件以证明他因年龄过大而无法服兵役为止。
之后，他开始经营一家由当地共和军政府掌管的家禽养殖场，但是由于过多的限制而经营惨淡，这让他进一步对共和军感到厌恶。
为了能够尽快逃亡，他又以伪造的身份加入了共和军阵营，并主动要求在前线铺设电话线。1938年9月，在厄波羅河戰役期间，他成功逃亡到民族军中。不幸的是，在这里他同樣遭受到不公正对待，他不喜欢民族军的法西斯情结，有一次普约尔在表达了对君主制的同情后，被他的上校打压并又一次入狱。
普约尔在两个阵营的遭遇让他对民族军和共和军都产生了厌恶感，进而也扩展到了对德国和苏联的不满。让他自豪的是，尽管他在双方阵营都服过役，但是他从来没为任何一方开过一枪。在从民族军中退役以后，他在布尔戈斯遇到了自己未来的第一任妻子阿拉切丽·冈萨雷斯，两人在马德里成婚，他们育有一个孩子：胡安·费尔南多。

## 第二次世界大战期间的双重间谍生涯

### 独立间谍时期
於1940年第二次世界大战的初期，普约尔立志要“为了人性更美好”而作出贡献，和佛朗哥的法西斯政权抗争，因此，他决定帮助英国，因为在当时这是唯一一个在和德国法西斯对抗的国家。
最初，他先后三次尝试与英国人接触，其中还包括通过他的妻子（尽管在他的回忆录里，他把这部分给去掉了）。但是英国人根本没有兴趣招募他为间谍。因此，他决定先让自己成为德国间谍，然后再投誠英国人成为一名双重间谍。
普约尔给自己伪造了一个身份，把自己打造成一个狂热拥护纳粹的西班牙政府官员，并声称自己可以经常以公务理由出访伦敦，同时他还成功地让一家印刷厂相信自己是西班牙驻葡萄牙大使馆的官员，从而给自己伪造了一本西班牙公务护照。然后，他和在马德里的一名代号为“弗里德里科”的德国情报人员弗里德里希·科纳珀-拉忒（Friedrich Knappe，化名Knappe-Ratey）取得了联系，德国情报部门吸纳他为间谍，并為他提供速成的间谍培训，以及一套间谍装备，包括密写法、一瓶隱形墨水、一本密码本以及600镑经费。他接到的指令要求他前往英国招募並构建一个英国间谍网络。
然而，他事实上去了里斯本，并且通过一本英国旅游指南、里斯本公共图书馆中的参考书和杂志，以及他在电影院看到的新闻片等，编造了一些看上去是从伦敦发回来且具有可信度的报告。他声称自己在英国各地活动，并且依据英国铁路指南里的车票价格資料生成他的差旅支出情况，并提交給德国人。在这方面其实他还碰上了个小麻烦，因为他根本就没搞懂当时的英国旧英镑币值关系（1971年未进行币值十进制之前，1英镑等于20先令，而1先令又等于12便士），因此他無法将这些花費的总和加出来，于是他索性只简单地进行罗列，然后说他将在以后把费用的总和再发过去给德国人。
在此期间，他进一步构建了一个虚构的下线间谍网络，并声称他们来自英国的不同地方。由於他事实上根本就没去过英国，所以犯了几个错误，比如他声称他在格拉斯哥的线人可以“为了一升红酒而做任何事情”，而事实上苏格兰人并不热衷于红酒。他的数份报告被英方布莱切利园截获，由于真实性太高而使得英国的反间谍组织军情五处针对他展开了一场大规模的抓捕行动，實際上他自然是不可能在英國境內。
1942年2月，他或者他的妻子在美国参战后尝试联系美国驻葡武官處的海军中尉帕特里克·德莫里斯特（Patrick Demorest），德莫里斯特认识到普约尔的反情报潜力，并将其推荐给他的英国同僚。

### 为军情五处工作期间
英国人已经发现有人向德国人提供假情报，使德国海军投入巨大资源去寻找一支并不存在的护卫舰队。此後，英国人终于意识到普约尔在德军的价值，及其不平凡之處。
在1942年4月24日，普约尔被转移到英国，最初其代号为肉汁（Bovril），然而在他通过了由军情五处的西里尔·米尔斯（Cyril Mills）和托马斯 (汤米)·哈里斯以及军情六处的德斯蒙德·布里斯托（Desmond Bristow）的安全审查以后，米尔斯（尽管普约尔自始至终只以为他叫格雷先生）建议将他的代号改为嘉宝（Garbo），取自著名影星葛丽泰·嘉宝的姓，因为米尔斯认为他是“这个世界上演技最出色的人”。普约尔的妻子和孩子随后也被转移到英国。普约尔从此在雙十字委员会的指导下以双重间谍的身份开始工作。從战后的资料表明，除了一名自杀的德国间谍外，所有潜入英国的德国间谍都在该委员会的策划下变节或被捕。由于米尔斯不懂西班牙语，因此普约尔的实际上线由会说西班牙语的哈里斯担任。哈里斯和普约尔大约写了315封邮件，平均每封约2,000字，并被寄往德国人在里斯本的一个邮政信箱。根据二战英国情报部门官方历史记载，由于他虚构的间谍网络的工作效率奇高而且报告详尽，因此他的德国上线忙于处理他提交的信息而索性放弃了继续招募英国间谍的打算。

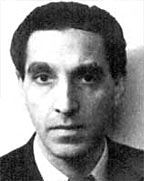
普约尔在军情五处的上线托马斯（汤米）·哈里斯

嘉宝（Garbo）在英国诸多双重间谍中的地位也是独树一帜的，其他的双重间谍都是被发现而变节的敌方间谍，因此他们都需要在特殊看守的情况下才能工作。
普约尔提供给德国情报机构的只是由纯粹的臆想、誤判性的军事价值的資料、只有少量或是真实的情报，以及一些刻意延后的有价值军事情报交织而成的信息。在1942年11月，盟军发动北非登陆的火炬行动之前，普约尔在克莱德河的虚构的间谍下线报告说一支由运兵船和军舰组成的舰队刚离开了港口，这些舰只都进行了地中海涂装（浅灰色涂装，专用于地中海和加勒比海区域的英国舰只）。该情报的邮戳被刻意做成是登陆前的日期，并且以航空邮件的形式发出，等其到达德国情报部门的时候已经为时已晚。普约尔收到的德国情报部门的回复是：“这情报到得太晚了，真是太遗憾了，不过最近的这些报告实在是太出色了”。
普约尔最初是通过一个速递的渠道和德国人联系的：一位荷兰皇家航空的飞行员愿意捎带这些信件以换取一些金钱酬劳。这也意味着消息的传递将受限于荷兰皇家航空的飞行日程安排。在1943年，应德国方面提出的加快通讯速度的要求，普约尔和哈里斯创造了一个虚构的无线电技师（下线）来与德国方面进行直接联系，这在后来成为主要的交流手段。
在个别情况下，当普约尔的虚构间谍下線未能向德国方面提供一些理应轻易获取的情报时，他必须得为此编造各种理由。比如在一次英军主力舰队从利物浦港出发前夕，他向德国方面报告说他在利物浦的（虚构的）间谍因生病臥床不起，因此后来这个间谍没能及时報告这个军事行动也就成了合情合理的事情。为了佐证这个理由，这位间谍最后不幸因病“去世”，而为了进一步让德国人信服，他们甚至在当地报纸刊登了相应的讣告，以欺騙可能在利物浦的其他德國間諜。德国人对此深信不疑，还被说服拿出一笔抚恤金给这位间谍的“遗孀”。
由信件交流改成无线电交流以后，普约尔从德国人那里顺利拿到了能手工操作的最为复杂的文本加密机制说明，并被转交给布莱切利园的密码破译专家。普约尔的加密报告首先发往马德里的德国机构，在那里被手工解码以后，再用恩尼格玛密码机重新加密并发往柏林。由于密码破译专家可以拿到情报文本的原文（即加密前的明文），因此他们可以通过选择明文攻击的方法对第二程（即从马德里发往柏林的这一程）传输过程中的加密方法进行破译。

### “坚忍行动”时期
1944年1月，德国方面告诉普约尔他们认为盟军即将大规模侵入欧洲，并要求他搜集相关情报。这也就是后来的霸王行动，普约尔在为配合该计划而实施的旨在欺骗、误导德军的坚忍行动中起到了核心作用，在1944年1月至诺曼底战役期间，普约尔通过无线电发送了超过500份情报，有时一天就超过20份。在盟军策划诺曼底登陆期间，误导德军统帅部以为盟军会在加莱登陆被认为是保证战役顺利进行的至关重要一步。
为了维持他在情报方面的可信度，盟军决定让普约尔（或者他的一名虚构间谍）向德国方面报告诺曼底登陆的时间和一些细节，当然这些情报最终会因为发出得太晚而失去意义。于是普约尔编造了一个故事，声称他的一名下线间谍（当然是虚构的）将带来一份重要的情报，并安排了一名德国的接线员在1944年6月5号晚到6号凌晨侦听从普约尔这里发出的情报。然而当普约尔于6月6日凌晨三点打出电话时并未收到回应，直到早晨八点德国的接线员才回复。尽管原定的计划没能顺利执行（应该在三点让德国方面收到诺曼底登陆的情报），然而普约尔却利用这中间的五个小时的一些事件又增加了不少情报的细节，使得最后发出的情报反而更加成功地巩固了他在德国情报机构的地位。他还对德国上线说他为他的情报被这样延误、忽略而感到恶心，并说“我完全不能接受这样的借口和疏忽，如果不是为了我的理想在奋斗我就不干了”。

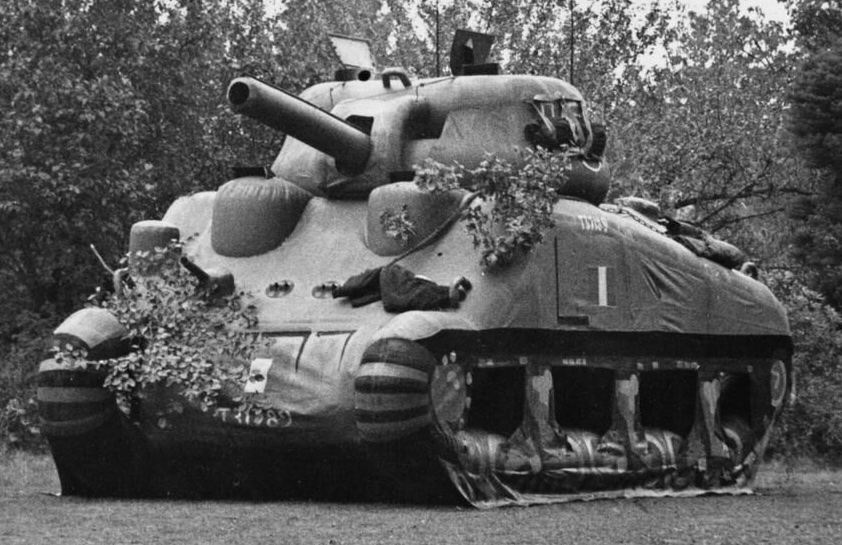
一辆充气式仿真M4谢尔曼坦克

诺曼底登陆的3天后，也即6月9日，在普约尔发给德军统帅部的情报中他声称他和他的间谍网络已经制作了在英国部署的75个师（尽管事实上只有50个师）的作战序列信息，这份情报最终被送到了阿道夫·希特勒的手里。坚忍行动的一个任务即是让德军误以为有一支部队在乔治·巴顿将军的指挥下驻扎在英国的东部和南部，这支部队由11个师15万人组成，統稱為美軍第一集團軍。
为了保证这场骗局的顺利进行，盟军在相应地点部署了假飞机和充气的坦克模型，还真的派人开着车在那一带乱转并且彼此发送大量的虚假通讯以迷惑德军。普约尔提交给德国方面的情报指出这支大部队并未参与诺曼底登陆，因此在诺曼底的第一波登陆应该是调虎离山之计，真正的登陆战还在后面。德国方面两天后发给马德里的指令里说“上周从阿拉贝尔（即普约尔）处得到的情报均被证明无误，其价值不可估量”。战后对德国战事资料的分析表明，在坚忍行动时期，德军统帅部的情报摘要中累计采纳了超过62份普约尔发来的情报。
德军统帅部全盘相信了普约尔发来的报告，他们下令让两个装甲师和19个步兵师于1944年7月至8月一直在加莱坚守以等待下一波进攻。德军统帅格尔德·冯·伦德施泰特元帅否决了埃尔温·隆美尔将军将自己的部队调往诺曼底的请求。不但如此，在诺曼底登陆两个月以后，驻守在加莱的德军部队数量事实上反而增加了。
在6月下旬，德国方面要求普约尔报告V-1导弹的命中地点以调整导弹的参数，由于这些被炸信息迟早会从公开情报（比如中立国的新闻）中被德国人获知，因此提供假情报将必然遭致怀疑，而如果提供真正的情报则将造成重大人命损失，因此哈里斯导演了普约尔的“被捕”與短暫監禁。他在几天后出狱并再度和德国人联系上，他表示自己将不得不远离伦敦的业务以免懷疑，还转交给德方一封由英国内政部发出的“官方”信件说明他们对非法拘禁他而感到抱歉。
根据另外一种说法，英国政府决定让普约尔准确地向德国人报告V-1导弹所造成的破坏信息，但是在其对平民士气造成的伤害方面要弱化，同时应尽量避免报告导弹命中的时间，并尽可能只报告那些命中伦敦西北方的导弹信息，从而给德国人以导弹射程过远的假象，从而让他们错误地去调整导弹的参数。然而在普约尔弱化V-1导弹造成的损害的同时，驻扎在里斯本的德军情报机构阿勃维尔间谍保罗·费迪穆克（Paul Fidrmuc）造成了不小的麻烦，费迪穆克的代号为奥斯特罗（Ostro），他告诉德国统帅部他在伦敦的间谍下线报告说伦敦遭受了重大损失，巨大的伤亡让整个城市基本被撤离成了一座空城，然而事实上他这些所谓的间谍居然也只是他虚构出来的。但是不管如何，由于德军无法在伦敦实施空中侦察，相比于普约尔的报告，他们更相信费迪穆克所提供的情报。由于部分V-1导弹在发射之前被装上了无线电发射装置，这些装置回传的无线电信号表明V-1导弹的射程正在变短。德军第115高炮团的长官上校马克斯·瓦赫特尔（Max Wachtel）当时负责V-1导弹的攻击任务，他对比了这两份报告并得出结论认为这一定是那些无线电发射装置出了问题，因为他被告知这两个间谍都是极其可靠的。在事后的计算分析表明，如果当时瓦赫特尔无视这些报告而仅凭那些无线电数据来修正V-1导弹的参数的话，将使伤亡人数增加超过50%以上。英国政府作出的将V-1导弹命中地点尽可能远离伦敦中心的决定最初也造成了一定程度的争议。战时内阁起初拒绝任何会造成某地伤亡增加的措施，哪怕这个措施将在其他地方更大程度地降低伤亡。英国首相温斯顿·丘吉尔当时正在外参加会议，而内阁认为他回来以后一定会否决这样的措施。但是如果不及时向德国人提供情报的话将影响到整个骗局，因此本土防御委员会的芬德雷特·斯图尔特爵士力排众议并表示愿意自己承担后果，丘吉尔回来以后对他的行为表示支持。
德国总计向普约尔提供了34万美元的经费来资助他虚构的间谍网络，其虚构成员一度达到27人之多。

## 所获荣誉
为表彰“阿拉贝尔”为德国在战争期间作出的“贡献”，普约尔于1944年7月29日获得了二级铁十字勋章，该荣誉通常只授予在前线战斗的人员，并由希特勒亲手签署授勋命令。由于普约尔身在英国，因此铁十字勋章的授勋通过无线电进行，普约尔在战后还从他之前的一个德国上线那里得到了勋章实物。同时，作为“嘉宝”，英国国王乔治六世给他授勋了大英帝国勋章。纳粹德国从未意识到他们被普约尔所愚弄，也让他成为极少数在二战交战双方国家都被授勋的人士，甚至可能是唯一的一位。

## 战后时期
二战结束后，普约尔担心纳粹份子会对其进行报复，在军情五处的帮助下，普约尔前往安哥拉并于1949年伪造了自己在那儿死于疟疾的假象。然后他移居委内瑞拉苏利亚州的拉古尼亚斯市，在那里以经营一家书店和礼品店为生。
普约尔和他的第一任妻子离婚后，又和卡门·西利亚结婚，他们育有两个儿子卡洛斯·米盖尔（Carlos Miguel）和胡安·卡洛斯（Juan Carlos），另外有一个女儿于1975年去世，时年20岁。至迟于1984年，普约尔移居到他儿子卡洛斯·米盖尔在加拉加斯的家中。
1971年笔名“尼格尔·韦斯特”（Nigel West）的英国政治人物鲁珀特·阿拉森对“嘉宝”产生了浓厚的兴趣。他花了若干年时间与许多前情报人员进行了面谈，但是没有人知道“嘉宝”的真实姓名。最终，托马斯·哈里斯的朋友，渗透到军情五处的苏联间谍安东尼·布朗特说他见过“嘉宝”，而且知道他的真名“是胡安·加西亚或者何塞·加西亚”。但是此后阿拉森就再无新的进展，直到1984年3月一名曾在西班牙服役的前军情五处人员给他提供了普约尔的全名。于是，阿拉森雇了一名研究助理给每一个在巴塞罗那电话黄页上登记过的姓加西亚而名字以J打头的人打了电话（胡安Juan/Joan和何塞Jose均以J打头，一般他们的亲属中总会有类似名字的人），最终成功地与普约尔的侄子取得了联系。普约尔和阿拉森最终于1984年5月20日在新奥尔良见面。
在阿拉森的促成下，普约尔前往伦敦，并在白金汉宫得到了爱丁堡公爵菲利普亲王的长时间接见。之后他访问了特種部隊俱樂部，并与他当年的同僚重聚，包括T. A. 罗伯森上校（T. A. Robertson）、罗杰·弗利特伍德-赫斯基上校、西里尔·米尔斯以及德斯蒙德·布里斯托（Desmond Bristow）。
在1984年6月6日，诺曼底登陆40周年之际，普约尔前往诺曼底登陆的海滩并向当时的死难者致意。
普约尔于1988年在加拉加斯去世，并安葬于加勒比海边亨利皮蒂尔国家公园裡的一个小镇克罗尼。

## 普约尔的虚构间谍网
每个普约尔虚构的直属间谍下线都被安排了发展更多下线的任务，比如荷兰皇家航空的空中乘务员发展了荷兰皇家航空的飞行员，而月光（Moonbeam）则发展了他的表兄弟。
|                                                |                                                |                                                |                                                |                                                |                                                |  |  |                                                                                  |                                                                                  |                                                                                  |                                                                                  |                                                                                  |                                                                                  |  |  |                                                                                     |                                                                                     |                                                                                     |                                                                                     |                                                                                     |                                                                                     |  |  | 嘉宝/阿拉贝尔 胡安·普约尔·加西亚                                                             |                                                                                              |                                                                                              |                                                                                              |                                                                                              |                                                                                              |  |  |                                                                      |                                                                      |                                                                      |                                                                      |                                                                      |                                                                      |  |  |                                   |                                   |                                   |                                   |                                   |                                   |  |  |                                                       |                                                       |                                                       |                                                       |                                                       |                                                       |  |  |  |  |  |  |  |  |  |  |  |  |  |  |  |  |  |  |  |  |  |  |  |  |  |  |  |  |  |  |  |  |  |  |  |  |  |  |  |  |  |  |  |  |
|                                                |                                                |                                                |                                                |                                                |                                                |  |  |                                                                                  |                                                                                  |                                                                                  |                                                                                  |                                                                                  |                                                                                  |  |  |                                                                                     |                                                                                     |                                                                                     |                                                                                     |                                                                                     |                                                                                     |  |  |                                                                                              |                                                                                              |                                                                                              |                                                                                              |                                                                                              |                                                                                              |  |  |                                                                      |                                                                      |                                                                      |                                                                      |                                                                      |                                                                      |  |  |                                   |                                   |                                   |                                   |                                   |                                   |  |  |                                                       |                                                       |                                                       |                                                       |                                                       |                                                       |  |  |  |  |  |  |  |  |  |  |  |  |  |  |  |  |  |  |  |  |  |  |  |  |  |  |  |  |  |  |  |  |  |  |  |  |  |  |  |  |  |  |  |  |
|                                                |                                                |                                                |                                                |                                                |                                                |  |  |                                                                                  |                                                                                  |                                                                                  |                                                                                  |                                                                                  |                                                                                  |  |  |                                                                                     |                                                                                     |                                                                                     |                                                                                     |                                                                                     |                                                                                     |  |  |                                                                                              |                                                                                              |                                                                                              |                                                                                              |                                                                                              |                                                                                              |  |  |                                                                      |                                                                      |                                                                      |                                                                      |                                                                      |                                                                      |  |  |                                   |                                   |                                   |                                   |                                   |                                   |  |  |                                                       |                                                       |                                                       |                                                       |                                                       |                                                       |  |  |  |  |  |  |  |  |  |  |  |  |  |  |  |  |  |  |  |  |  |  |  |  |  |  |  |  |  |  |  |  |  |  |  |  |  |  |  |  |  |  |  |  |
| 虚构间谍1 荷兰皇家航空 空中乘务员 于1943年辞职 | 虚构间谍1 荷兰皇家航空 空中乘务员 于1943年辞职 | 虚构间谍1 荷兰皇家航空 空中乘务员 于1943年辞职 | 虚构间谍1 荷兰皇家航空 空中乘务员 于1943年辞职 | 虚构间谍1 荷兰皇家航空 空中乘务员 于1943年辞职 | 虚构间谍1 荷兰皇家航空 空中乘务员 于1943年辞职 |  |  | 虚构间谍2 威廉·葛伯斯（William Gerbers） 瑞士德国混血 商人 1942年死于 英国布特尔 | 虚构间谍2 威廉·葛伯斯（William Gerbers） 瑞士德国混血 商人 1942年死于 英国布特尔 | 虚构间谍2 威廉·葛伯斯（William Gerbers） 瑞士德国混血 商人 1942年死于 英国布特尔 | 虚构间谍2 威廉·葛伯斯（William Gerbers） 瑞士德国混血 商人 1942年死于 英国布特尔 | 虚构间谍2 威廉·葛伯斯（William Gerbers） 瑞士德国混血 商人 1942年死于 英国布特尔 | 虚构间谍2 威廉·葛伯斯（William Gerbers） 瑞士德国混血 商人 1942年死于 英国布特尔 |  |  | 虚构间谍3 本尼迪克特（Benedict） “卡洛斯”（Carlos） 在苏格兰格拉斯哥 的委内瑞拉学生 | 虚构间谍3 本尼迪克特（Benedict） “卡洛斯”（Carlos） 在苏格兰格拉斯哥 的委内瑞拉学生 | 虚构间谍3 本尼迪克特（Benedict） “卡洛斯”（Carlos） 在苏格兰格拉斯哥 的委内瑞拉学生 | 虚构间谍3 本尼迪克特（Benedict） “卡洛斯”（Carlos） 在苏格兰格拉斯哥 的委内瑞拉学生 | 虚构间谍3 本尼迪克特（Benedict） “卡洛斯”（Carlos） 在苏格兰格拉斯哥 的委内瑞拉学生 | 虚构间谍3 本尼迪克特（Benedict） “卡洛斯”（Carlos） 在苏格兰格拉斯哥 的委内瑞拉学生 |  |  | 虚构间谍4 卡米卢斯（Chamillus） 直布罗陀人 在伦敦奇斯尔赫斯特区的 英国海陆空三军合作社侍应生 | 虚构间谍4 卡米卢斯（Chamillus） 直布罗陀人 在伦敦奇斯尔赫斯特区的 英国海陆空三军合作社侍应生 | 虚构间谍4 卡米卢斯（Chamillus） 直布罗陀人 在伦敦奇斯尔赫斯特区的 英国海陆空三军合作社侍应生 | 虚构间谍4 卡米卢斯（Chamillus） 直布罗陀人 在伦敦奇斯尔赫斯特区的 英国海陆空三军合作社侍应生 | 虚构间谍4 卡米卢斯（Chamillus） 直布罗陀人 在伦敦奇斯尔赫斯特区的 英国海陆空三军合作社侍应生 | 虚构间谍4 卡米卢斯（Chamillus） 直布罗陀人 在伦敦奇斯尔赫斯特区的 英国海陆空三军合作社侍应生 |  |  | 虚构间谍5 月光（Moonbeam） 加拿大渥太华的委内瑞拉人 本尼迪克特的兄弟 | 虚构间谍5 月光（Moonbeam） 加拿大渥太华的委内瑞拉人 本尼迪克特的兄弟 | 虚构间谍5 月光（Moonbeam） 加拿大渥太华的委内瑞拉人 本尼迪克特的兄弟 | 虚构间谍5 月光（Moonbeam） 加拿大渥太华的委内瑞拉人 本尼迪克特的兄弟 | 虚构间谍5 月光（Moonbeam） 加拿大渥太华的委内瑞拉人 本尼迪克特的兄弟 | 虚构间谍5 月光（Moonbeam） 加拿大渥太华的委内瑞拉人 本尼迪克特的兄弟 |  |  | 虚构间谍6 安全部门士官 死于1943年 | 虚构间谍6 安全部门士官 死于1943年 | 虚构间谍6 安全部门士官 死于1943年 | 虚构间谍6 安全部门士官 死于1943年 | 虚构间谍6 安全部门士官 死于1943年 | 虚构间谍6 安全部门士官 死于1943年 |  |  | 虚拟间谍7 达戈贝尔（Dagobert） 在威尔士斯旺西的前海员 | 虚拟间谍7 达戈贝尔（Dagobert） 在威尔士斯旺西的前海员 | 虚拟间谍7 达戈贝尔（Dagobert） 在威尔士斯旺西的前海员 | 虚拟间谍7 达戈贝尔（Dagobert） 在威尔士斯旺西的前海员 | 虚拟间谍7 达戈贝尔（Dagobert） 在威尔士斯旺西的前海员 | 虚拟间谍7 达戈贝尔（Dagobert） 在威尔士斯旺西的前海员 |  |  |  |  |  |  |  |  |  |  |  |  |  |  |  |  |  |  |  |  |  |  |  |  |  |  |  |  |  |  |  |  |  |  |  |  |  |  |  |  |  |  |  |  |
| 虚构间谍1 荷兰皇家航空 空中乘务员 于1943年辞职 | 虚构间谍1 荷兰皇家航空 空中乘务员 于1943年辞职 | 虚构间谍1 荷兰皇家航空 空中乘务员 于1943年辞职 | 虚构间谍1 荷兰皇家航空 空中乘务员 于1943年辞职 | 虚构间谍1 荷兰皇家航空 空中乘务员 于1943年辞职 | 虚构间谍1 荷兰皇家航空 空中乘务员 于1943年辞职 |  |  | 虚构间谍2 威廉·葛伯斯（William Gerbers） 瑞士德国混血 商人 1942年死于 英国布特尔 | 虚构间谍2 威廉·葛伯斯（William Gerbers） 瑞士德国混血 商人 1942年死于 英国布特尔 | 虚构间谍2 威廉·葛伯斯（William Gerbers） 瑞士德国混血 商人 1942年死于 英国布特尔 | 虚构间谍2 威廉·葛伯斯（William Gerbers） 瑞士德国混血 商人 1942年死于 英国布特尔 | 虚构间谍2 威廉·葛伯斯（William Gerbers） 瑞士德国混血 商人 1942年死于 英国布特尔 | 虚构间谍2 威廉·葛伯斯（William Gerbers） 瑞士德国混血 商人 1942年死于 英国布特尔 |  |  | 虚构间谍3 本尼迪克特（Benedict） “卡洛斯”（Carlos） 在苏格兰格拉斯哥 的委内瑞拉学生 | 虚构间谍3 本尼迪克特（Benedict） “卡洛斯”（Carlos） 在苏格兰格拉斯哥 的委内瑞拉学生 | 虚构间谍3 本尼迪克特（Benedict） “卡洛斯”（Carlos） 在苏格兰格拉斯哥 的委内瑞拉学生 | 虚构间谍3 本尼迪克特（Benedict） “卡洛斯”（Carlos） 在苏格兰格拉斯哥 的委内瑞拉学生 | 虚构间谍3 本尼迪克特（Benedict） “卡洛斯”（Carlos） 在苏格兰格拉斯哥 的委内瑞拉学生 | 虚构间谍3 本尼迪克特（Benedict） “卡洛斯”（Carlos） 在苏格兰格拉斯哥 的委内瑞拉学生 |  |  | 虚构间谍4 卡米卢斯（Chamillus） 直布罗陀人 在伦敦奇斯尔赫斯特区的 英国海陆空三军合作社侍应生 | 虚构间谍4 卡米卢斯（Chamillus） 直布罗陀人 在伦敦奇斯尔赫斯特区的 英国海陆空三军合作社侍应生 | 虚构间谍4 卡米卢斯（Chamillus） 直布罗陀人 在伦敦奇斯尔赫斯特区的 英国海陆空三军合作社侍应生 | 虚构间谍4 卡米卢斯（Chamillus） 直布罗陀人 在伦敦奇斯尔赫斯特区的 英国海陆空三军合作社侍应生 | 虚构间谍4 卡米卢斯（Chamillus） 直布罗陀人 在伦敦奇斯尔赫斯特区的 英国海陆空三军合作社侍应生 | 虚构间谍4 卡米卢斯（Chamillus） 直布罗陀人 在伦敦奇斯尔赫斯特区的 英国海陆空三军合作社侍应生 |  |  | 虚构间谍5 月光（Moonbeam） 加拿大渥太华的委内瑞拉人 本尼迪克特的兄弟 | 虚构间谍5 月光（Moonbeam） 加拿大渥太华的委内瑞拉人 本尼迪克特的兄弟 | 虚构间谍5 月光（Moonbeam） 加拿大渥太华的委内瑞拉人 本尼迪克特的兄弟 | 虚构间谍5 月光（Moonbeam） 加拿大渥太华的委内瑞拉人 本尼迪克特的兄弟 | 虚构间谍5 月光（Moonbeam） 加拿大渥太华的委内瑞拉人 本尼迪克特的兄弟 | 虚构间谍5 月光（Moonbeam） 加拿大渥太华的委内瑞拉人 本尼迪克特的兄弟 |  |  | 虚构间谍6 安全部门士官 死于1943年 | 虚构间谍6 安全部门士官 死于1943年 | 虚构间谍6 安全部门士官 死于1943年 | 虚构间谍6 安全部门士官 死于1943年 | 虚构间谍6 安全部门士官 死于1943年 | 虚构间谍6 安全部门士官 死于1943年 |  |  | 虚拟间谍7 达戈贝尔（Dagobert） 在威尔士斯旺西的前海员 | 虚拟间谍7 达戈贝尔（Dagobert） 在威尔士斯旺西的前海员 | 虚拟间谍7 达戈贝尔（Dagobert） 在威尔士斯旺西的前海员 | 虚拟间谍7 达戈贝尔（Dagobert） 在威尔士斯旺西的前海员 | 虚拟间谍7 达戈贝尔（Dagobert） 在威尔士斯旺西的前海员 | 虚拟间谍7 达戈贝尔（Dagobert） 在威尔士斯旺西的前海员 |  |  |  |  |  |  |  |  |  |  |  |  |  |  |  |  |  |  |  |  |  |  |  |  |  |  |  |  |  |  |  |  |  |  |  |  |  |  |  |  |  |  |  |  |
| 荷兰皇家空军 飞行员和速递员                    | 荷兰皇家空军 飞行员和速递员                    | 荷兰皇家空军 飞行员和速递员                    | 荷兰皇家空军 飞行员和速递员                    | 荷兰皇家空军 飞行员和速递员                    | 荷兰皇家空军 飞行员和速递员                    |  |  | 葛伯斯的遗孀 德国人向其支付了抚恤金                                              | 葛伯斯的遗孀 德国人向其支付了抚恤金                                              | 葛伯斯的遗孀 德国人向其支付了抚恤金                                              | 葛伯斯的遗孀 德国人向其支付了抚恤金                                              | 葛伯斯的遗孀 德国人向其支付了抚恤金                                              | 葛伯斯的遗孀 德国人向其支付了抚恤金                                              |  |  | 少尉                                                                                | 少尉                                                                                | 少尉                                                                                | 少尉                                                                                | 少尉                                                                                | 少尉                                                                                |  |  | 阿姆拉（Almura） 无线电发报员                                                                | 阿姆拉（Almura） 无线电发报员                                                                | 阿姆拉（Almura） 无线电发报员                                                                | 阿姆拉（Almura） 无线电发报员                                                                | 阿姆拉（Almura） 无线电发报员                                                                | 阿姆拉（Almura） 无线电发报员                                                                |  |  | 月光和本尼迪克特的表兄弟 在纽约布法罗居住                            | 月光和本尼迪克特的表兄弟 在纽约布法罗居住                            | 月光和本尼迪克特的表兄弟 在纽约布法罗居住                            | 月光和本尼迪克特的表兄弟 在纽约布法罗居住                            | 月光和本尼迪克特的表兄弟 在纽约布法罗居住                            | 月光和本尼迪克特的表兄弟 在纽约布法罗居住                            |  |  |                                   |                                   |                                   |                                   |                                   |                                   |  |  | 英军第九装甲师的士兵                                  | 英军第九装甲师的士兵                                  | 英军第九装甲师的士兵                                  | 英军第九装甲师的士兵                                  | 英军第九装甲师的士兵                                  | 英军第九装甲师的士兵                                  |  |  |  |  |  |  |  |  |  |  |  |  |  |  |  |  |  |  |  |  |  |  |  |  |  |  |  |  |  |  |  |  |  |  |  |  |  |  |  |  |  |  |  |  |
| 荷兰皇家空军 飞行员和速递员                    | 荷兰皇家空军 飞行员和速递员                    | 荷兰皇家空军 飞行员和速递员                    | 荷兰皇家空军 飞行员和速递员                    | 荷兰皇家空军 飞行员和速递员                    | 荷兰皇家空军 飞行员和速递员                    |  |  | 葛伯斯的遗孀 德国人向其支付了抚恤金                                              | 葛伯斯的遗孀 德国人向其支付了抚恤金                                              | 葛伯斯的遗孀 德国人向其支付了抚恤金                                              | 葛伯斯的遗孀 德国人向其支付了抚恤金                                              | 葛伯斯的遗孀 德国人向其支付了抚恤金                                              | 葛伯斯的遗孀 德国人向其支付了抚恤金                                              |  |  | 少尉                                                                                | 少尉                                                                                | 少尉                                                                                | 少尉                                                                                | 少尉                                                                                | 少尉                                                                                |  |  | 阿姆拉（Almura） 无线电发报员                                                                | 阿姆拉（Almura） 无线电发报员                                                                | 阿姆拉（Almura） 无线电发报员                                                                | 阿姆拉（Almura） 无线电发报员                                                                | 阿姆拉（Almura） 无线电发报员                                                                | 阿姆拉（Almura） 无线电发报员                                                                |  |  | 月光和本尼迪克特的表兄弟 在纽约布法罗居住                            | 月光和本尼迪克特的表兄弟 在纽约布法罗居住                            | 月光和本尼迪克特的表兄弟 在纽约布法罗居住                            | 月光和本尼迪克特的表兄弟 在纽约布法罗居住                            | 月光和本尼迪克特的表兄弟 在纽约布法罗居住                            | 月光和本尼迪克特的表兄弟 在纽约布法罗居住                            |  |  |                                   |                                   |                                   |                                   |                                   |                                   |  |  | 英军第九装甲师的士兵                                  | 英军第九装甲师的士兵                                  | 英军第九装甲师的士兵                                  | 英军第九装甲师的士兵                                  | 英军第九装甲师的士兵                                  | 英军第九装甲师的士兵                                  |  |  |  |  |  |  |  |  |  |  |  |  |  |  |  |  |  |  |  |  |  |  |  |  |  |  |  |  |  |  |  |  |  |  |  |  |  |  |  |  |  |  |  |  |
| 英国信息部MOI 的加泰罗尼亚分部长官             | 英国信息部MOI 的加泰罗尼亚分部长官             | 英国信息部MOI 的加泰罗尼亚分部长官             | 英国信息部MOI 的加泰罗尼亚分部长官             | 英国信息部MOI 的加泰罗尼亚分部长官             | 英国信息部MOI 的加泰罗尼亚分部长官             |  |  |                                                                                  |                                                                                  |                                                                                  |                                                                                  |                                                                                  |                                                                                  |  |  | 英军第49西赖丁步兵师军人                                                            | 英军第49西赖丁步兵师军人                                                            | 英军第49西赖丁步兵师军人                                                            | 英军第49西赖丁步兵师军人                                                            | 英军第49西赖丁步兵师军人                                                            | 英军第49西赖丁步兵师军人                                                            |  |  | 伦敦奇斯尔赫斯特区卫兵                                                                       | 伦敦奇斯尔赫斯特区卫兵                                                                       | 伦敦奇斯尔赫斯特区卫兵                                                                       | 伦敦奇斯尔赫斯特区卫兵                                                                       | 伦敦奇斯尔赫斯特区卫兵                                                                       | 伦敦奇斯尔赫斯特区卫兵                                                                       |  |  |                                                                      |                                                                      |                                                                      |                                                                      |                                                                      |                                                                      |  |  |                                   |                                   |                                   |                                   |                                   |                                   |  |  | 东尼（Donny） 雅利安人世界秩序 组织首脑               | 东尼（Donny） 雅利安人世界秩序 组织首脑               | 东尼（Donny） 雅利安人世界秩序 组织首脑               | 东尼（Donny） 雅利安人世界秩序 组织首脑               | 东尼（Donny） 雅利安人世界秩序 组织首脑               | 东尼（Donny） 雅利安人世界秩序 组织首脑               |  |  |  |  |  |  |  |  |  |  |  |  |  |  |  |  |  |  |  |  |  |  |  |  |  |  |  |  |  |  |  |  |  |  |  |  |  |  |  |  |  |  |  |  |
| 英国信息部MOI 的加泰罗尼亚分部长官             | 英国信息部MOI 的加泰罗尼亚分部长官             | 英国信息部MOI 的加泰罗尼亚分部长官             | 英国信息部MOI 的加泰罗尼亚分部长官             | 英国信息部MOI 的加泰罗尼亚分部长官             | 英国信息部MOI 的加泰罗尼亚分部长官             |  |  |                                                                                  |                                                                                  |                                                                                  |                                                                                  |                                                                                  |                                                                                  |  |  | 英军第49西赖丁步兵师军人                                                            | 英军第49西赖丁步兵师军人                                                            | 英军第49西赖丁步兵师军人                                                            | 英军第49西赖丁步兵师军人                                                            | 英军第49西赖丁步兵师军人                                                            | 英军第49西赖丁步兵师军人                                                            |  |  | 伦敦奇斯尔赫斯特区卫兵                                                                       | 伦敦奇斯尔赫斯特区卫兵                                                                       | 伦敦奇斯尔赫斯特区卫兵                                                                       | 伦敦奇斯尔赫斯特区卫兵                                                                       | 伦敦奇斯尔赫斯特区卫兵                                                                       | 伦敦奇斯尔赫斯特区卫兵                                                                       |  |  |                                                                      |                                                                      |                                                                      |                                                                      |                                                                      |                                                                      |  |  |                                   |                                   |                                   |                                   |                                   |                                   |  |  | 东尼（Donny） 雅利安人世界秩序 组织首脑               | 东尼（Donny） 雅利安人世界秩序 组织首脑               | 东尼（Donny） 雅利安人世界秩序 组织首脑               | 东尼（Donny） 雅利安人世界秩序 组织首脑               | 东尼（Donny） 雅利安人世界秩序 组织首脑               | 东尼（Donny） 雅利安人世界秩序 组织首脑               |  |  |  |  |  |  |  |  |  |  |  |  |  |  |  |  |  |  |  |  |  |  |  |  |  |  |  |  |  |  |  |  |  |  |  |  |  |  |  |  |  |  |  |  |
| 英国信息部审查官                               | 英国信息部审查官                               | 英国信息部审查官                               | 英国信息部审查官                               | 英国信息部审查官                               | 英国信息部审查官                               |  |  |                                                                                  |                                                                                  |                                                                                  |                                                                                  |                                                                                  |                                                                                  |  |  | 希腊海员和逃兵                                                                      | 希腊海员和逃兵                                                                      | 希腊海员和逃兵                                                                      | 希腊海员和逃兵                                                                      | 希腊海员和逃兵                                                                      | 希腊海员和逃兵                                                                      |  |  | 在伦敦的美军士官                                                                             | 在伦敦的美军士官                                                                             | 在伦敦的美军士官                                                                             | 在伦敦的美军士官                                                                             | 在伦敦的美军士官                                                                             | 在伦敦的美军士官                                                                             |  |  |                                                                      |                                                                      |                                                                      |                                                                      |                                                                      |                                                                      |  |  |                                   |                                   |                                   |                                   |                                   |                                   |  |  | 锡兰（今斯里兰卡）的 皇家海军女子勤务队Wren队员       | 锡兰（今斯里兰卡）的 皇家海军女子勤务队Wren队员       | 锡兰（今斯里兰卡）的 皇家海军女子勤务队Wren队员       | 锡兰（今斯里兰卡）的 皇家海军女子勤务队Wren队员       | 锡兰（今斯里兰卡）的 皇家海军女子勤务队Wren队员       | 锡兰（今斯里兰卡）的 皇家海军女子勤务队Wren队员       |  |  |  |  |  |  |  |  |  |  |  |  |  |  |  |  |  |  |  |  |  |  |  |  |  |  |  |  |  |  |  |  |  |  |  |  |  |  |  |  |  |  |  |  |
| 英国信息部审查官                               | 英国信息部审查官                               | 英国信息部审查官                               | 英国信息部审查官                               | 英国信息部审查官                               | 英国信息部审查官                               |  |  |                                                                                  |                                                                                  |                                                                                  |                                                                                  |                                                                                  |                                                                                  |  |  | 希腊海员和逃兵                                                                      | 希腊海员和逃兵                                                                      | 希腊海员和逃兵                                                                      | 希腊海员和逃兵                                                                      | 希腊海员和逃兵                                                                      | 希腊海员和逃兵                                                                      |  |  | 在伦敦的美军士官                                                                             | 在伦敦的美军士官                                                                             | 在伦敦的美军士官                                                                             | 在伦敦的美军士官                                                                             | 在伦敦的美军士官                                                                             | 在伦敦的美军士官                                                                             |  |  |                                                                      |                                                                      |                                                                      |                                                                      |                                                                      |                                                                      |  |  |                                   |                                   |                                   |                                   |                                   |                                   |  |  | 锡兰（今斯里兰卡）的 皇家海军女子勤务队Wren队员       | 锡兰（今斯里兰卡）的 皇家海军女子勤务队Wren队员       | 锡兰（今斯里兰卡）的 皇家海军女子勤务队Wren队员       | 锡兰（今斯里兰卡）的 皇家海军女子勤务队Wren队员       | 锡兰（今斯里兰卡）的 皇家海军女子勤务队Wren队员       | 锡兰（今斯里兰卡）的 皇家海军女子勤务队Wren队员       |  |  |  |  |  |  |  |  |  |  |  |  |  |  |  |  |  |  |  |  |  |  |  |  |  |  |  |  |  |  |  |  |  |  |  |  |  |  |  |  |  |  |  |  |
| 内阁办公室秘书                                 | 内阁办公室秘书                                 | 内阁办公室秘书                                 | 内阁办公室秘书                                 | 内阁办公室秘书                                 | 内阁办公室秘书                                 |  |  |                                                                                  |                                                                                  |                                                                                  |                                                                                  |                                                                                  |                                                                                  |  |  |                                                                                     |                                                                                     |                                                                                     |                                                                                     |                                                                                     |                                                                                     |  |  |                                                                                              |                                                                                              |                                                                                              |                                                                                              |                                                                                              |                                                                                              |  |  |                                                                      |                                                                      |                                                                      |                                                                      |                                                                      |                                                                      |  |  |                                   |                                   |                                   |                                   |                                   |                                   |  |  | 迪克（Dick） 印度狂热分子                             | 迪克（Dick） 印度狂热分子                             | 迪克（Dick） 印度狂热分子                             | 迪克（Dick） 印度狂热分子                             | 迪克（Dick） 印度狂热分子                             | 迪克（Dick） 印度狂热分子                             |  |  |  |  |  |  |  |  |  |  |  |  |  |  |  |  |  |  |  |  |  |  |  |  |  |  |  |  |  |  |  |  |  |  |  |  |  |  |  |  |  |  |  |  |
| 内阁办公室秘书                                 | 内阁办公室秘书                                 | 内阁办公室秘书                                 | 内阁办公室秘书                                 | 内阁办公室秘书                                 | 内阁办公室秘书                                 |  |  |                                                                                  |                                                                                  |                                                                                  |                                                                                  |                                                                                  |                                                                                  |  |  |                                                                                     |                                                                                     |                                                                                     |                                                                                     |                                                                                     |                                                                                     |  |  |                                                                                              |                                                                                              |                                                                                              |                                                                                              |                                                                                              |                                                                                              |  |  |                                                                      |                                                                      |                                                                      |                                                                      |                                                                      |                                                                      |  |  |                                   |                                   |                                   |                                   |                                   |                                   |  |  | 迪克（Dick） 印度狂热分子                             | 迪克（Dick） 印度狂热分子                             | 迪克（Dick） 印度狂热分子                             | 迪克（Dick） 印度狂热分子                             | 迪克（Dick） 印度狂热分子                             | 迪克（Dick） 印度狂热分子                             |  |  |  |  |  |  |  |  |  |  |  |  |  |  |  |  |  |  |  |  |  |  |  |  |  |  |  |  |  |  |  |  |  |  |  |  |  |  |  |  |  |  |  |  |
|                                                |                                                |                                                |                                                |                                                |                                                |  |  |                                                                                  |                                                                                  |                                                                                  |                                                                                  |                                                                                  |                                                                                  |  |  |                                                                                     |                                                                                     |                                                                                     |                                                                                     |                                                                                     |                                                                                     |  |  |                                                                                              |                                                                                              |                                                                                              |                                                                                              |                                                                                              |                                                                                              |  |  |                                                                      |                                                                      |                                                                      |                                                                      |                                                                      |                                                                      |  |  |                                   |                                   |                                   |                                   |                                   |                                   |  |  | 德雷克（Drake） 英国埃克塞特                          |                                                       |                                                       |                                                       |                                                       |                                                       |  |  |  |  |  |  |  |  |  |  |  |  |  |  |  |  |  |  |  |  |  |  |  |  |  |  |  |  |  |  |  |  |  |  |  |  |  |  |  |  |  |  |  |  |
|                                                |                                                |                                                |                                                |                                                |                                                |  |  |                                                                                  |                                                                                  |                                                                                  |                                                                                  |                                                                                  |                                                                                  |  |  |                                                                                     |                                                                                     |                                                                                     |                                                                                     |                                                                                     |                                                                                     |  |  |                                                                                              |                                                                                              |                                                                                              |                                                                                              |                                                                                              |                                                                                              |  |  |                                                                      |                                                                      |                                                                      |                                                                      |                                                                      |                                                                      |  |  |                                   |                                   |                                   |                                   |                                   |                                   |  |  |                                                       |                                                       |                                                       |                                                       |                                                       |                                                       |  |  |  |  |  |  |  |  |  |  |  |  |  |  |  |  |  |  |  |  |  |  |  |  |  |  |  |  |  |  |  |  |  |  |  |  |  |  |  |  |  |  |  |  |
|                                                |                                                |                                                |                                                |                                                |                                                |  |  |                                                                                  |                                                                                  |                                                                                  |                                                                                  |                                                                                  |                                                                                  |  |  |                                                                                     |                                                                                     |                                                                                     |                                                                                     |                                                                                     |                                                                                     |  |  |                                                                                              |                                                                                              |                                                                                              |                                                                                              |                                                                                              |                                                                                              |  |  |                                                                      |                                                                      |                                                                      |                                                                      |                                                                      |                                                                      |  |  |                                   |                                   |                                   |                                   |                                   |                                   |  |  | 南威尔士的法西斯分子                                  |                                                       |                                                       |                                                       |                                                       |                                                       |  |  |  |  |  |  |  |  |  |  |  |  |  |  |  |  |  |  |  |  |  |  |  |  |  |  |  |  |  |  |  |  |  |  |  |  |  |  |  |  |  |  |  |  |
|                                                |                                                |                                                |                                                |                                                |                                                |  |  |                                                                                  |                                                                                  |                                                                                  |                                                                                  |                                                                                  |                                                                                  |  |  |                                                                                     |                                                                                     |                                                                                     |                                                                                     |                                                                                     |                                                                                     |  |  |                                                                                              |                                                                                              |                                                                                              |                                                                                              |                                                                                              |                                                                                              |  |  |                                                                      |                                                                      |                                                                      |                                                                      |                                                                      |                                                                      |  |  |                                   |                                   |                                   |                                   |                                   |                                   |  |  |                                                       |                                                       |                                                       |                                                       |                                                       |                                                       |  |  |  |  |  |  |  |  |  |  |  |  |  |  |  |  |  |  |  |  |  |  |  |  |  |  |  |  |  |  |  |  |  |  |  |  |  |  |  |  |  |  |  |  |
|                                                |                                                |                                                |                                                |                                                |                                                |  |  |                                                                                  |                                                                                  |                                                                                  |                                                                                  |                                                                                  |                                                                                  |  |  |                                                                                     |                                                                                     |                                                                                     |                                                                                     |                                                                                     |                                                                                     |  |  |                                                                                              |                                                                                              |                                                                                              |                                                                                              |                                                                                              |                                                                                              |  |  |                                                                      |                                                                      |                                                                      |                                                                      |                                                                      |                                                                      |  |  |                                   |                                   |                                   |                                   |                                   |                                   |  |  | 多里克（Dorick） 英国哈里克                           |                                                       |                                                       |                                                       |                                                       |                                                       |  |  |  |  |  |  |  |  |  |  |  |  |  |  |  |  |  |  |  |  |  |  |  |  |  |  |  |  |  |  |  |  |  |  |  |  |  |  |  |  |  |  |  |  |